# Rudolf Kittel
Rudolf Kittel (Eningen bij Württemberg, 28 maart 1853 - Leipzig, 20 oktober 1929) was een Duits, luthers geleerde op het gebied van het Oude Testament.
Kittel studeerde aan de universiteit van Tübingen. Hij werd benoemd tot hoogleraar studies van het Oude Testament in Breslau en Leipzig. Hij schreef commentaren en geschiedbeschrijvingen van de Joden en het Nabije Oosten, maar verreweg zijn belangrijkste werk was zijn kritische editie van de Hebreeuwse geschriften, Biblia Hebraica, die tot de dag van vandaag als een standaardtekst wordt beschouwd.

## Werken
1. Geschichte der Hebräer, 2 delen, 1888-1892.
2. Biblia Hebraica (BHK), 1909. (Hebreeuwse Bijbel)
3. Die Alttestamentliche Wissenschaft in ihren wichtigsten Ergebnissen mit Berücksichtigung des Religionsunterrichts, 1910.
4. Die Alttestamentliche Wissenschaft in ihren wichtigsten Ergebnissen dargestellt, 1917.
5. Die Religion des Volkes Israel, 1921.
6. Geschichte des Volkes Israel, 1923.
7. Gestalten und Gedanken in Israel, 1925.

- Bibliothèque nationale de France: cb10315754z (data)
- Catàleg d'autoritats de noms i títols de Catalunya: 981058511501606706
- CiNii: DA02657968
- Digitale Bibliotheek voor de Nederlandse Letteren: kitt002
- Gemeinsame Normdatei: 116194367
- International Standard Name Identifier: 0000 0001 0899 7915
- Library of Congress Control Number: n82080194
- Nationale Bibliotheek van Letland: 000290402
- Nationale Bibliotheek van Tsjechië: skuk0003403
- Nationale Bibliotheek van Israël: 987007263924705171
- Nationale Bibliotheek van Polen: a0000001806676
- Nederlandse Thesaurus van Auteursnamen: 069585660
- Istituto Centrale per il Catalogo Unico: UBOV103839
- LIBRIS: 193638
- Système universitaire de documentation: 076966569
- Trove: 892691
- Virtual International Authority File: 49970391
- WorldCat: E39PBJrRhbcKr44KT498MKrKBP